# Готье I Жиффар
Готье I Жиффар (или Вальтер Жиффар I; фр. Gautier Giffard; умер в 1084) — крупный нормандский аристократ, участник нормандского завоевания Англии, основатель англонормандского рода Жиффаров, впоследствии — графов Бекингем.

## Биография

### Происхождение
Готье Жиффар находился в родстве с правящей династией герцогов Нормандии. Его отец, некий Осберн де Болбек, был женат на сестре Гунноры, супруги герцога Ричарда I. От отца Готье унаследовал сеньорию Болбек в области Ко в Верхней Нормандии, а в 1055 году присоединил к своим владениям Лонгвиль, который впоследствии стал главным центром сеньории Жиффаров. Как и другие родственники Гунноры (де Варенны, Фиц-Осберны, Монтгомери), Готье Жиффар входил в ближайшее окружение молодого герцога Вильгельма Незаконнорождённого, а благодаря своим владениям являлся одним из наиболее крупных землевладельцев Нормандии.

### Вассал герцога Нормандии
Первое упоминание Готье Жиффара в нормандских источниках относится к 1053 году, когда он принял активное участие в подавлении мятежа Вильгельма д’Арка, дяди герцога Вильгельма. Согласно Гильому Пуатевинскому, Готье руководил осадой Арка и вынудил мятежников капитулировать. В 1054 году Готье командовал нормандскими войсками в сражении при Мортемере и нанёс сокрушительное поражение войскам Эда, брата французского короля Генриха I, который попытался прийти на помощь мятежникам в Нормандии. Вероятно в благодарность за эту победу, Готье в следующием году получил от герцога Вильгельма сеньорию Лонгвиль. По свидетельству Васа, вскоре после этого Готье отправился в паломничество в Сантьяго-де-Компостелу и привёз из Испании герцогу Вильгельму коня, на котором позднее тот сражался при Гастингсе.
Готье Жиффар сыграл также существенную роль в нормандском завоевании Англии в 1066 году. Он предоставил Вильгельму 30 кораблей и 100 рыцарей и являлся одним из советников герцога в процессе подготовки и осуществления вторжения. Очевидно, Готье сражался и в битве при Гастингсе, во время которой, по рассказу более позднего автора, он упал со своего коня и лишь благодаря личному вмешательству Вильгельма Завоевателя смог невредимым покинуть поле боя. За участие в завоевании король пожаловал Готье 107 маноров в 10 английских графствах. Большая их часть находилась в Бакингемшире, в результате чего Жиффары стали крупнейшими землевладельцами этого графства, а впоследствии получили титул графов Бекингем.

### Брак и дети
Готье Жиффар был женат на Эрменгарде, дочери Жерара Флайтеля, некрупного рыцаря из Северо-Восточной Нормандии, и внучке Роберта Датчанина, графа Эврё из Нормандской династии. Их дети:
- Вальтер Жиффар (ум. 1102), 1-й граф Бекингем (с 1093), женат на Агнессе де Рибемон;
- Рохеза Жиффар (ум. ок. 1113), замужем (ок. 1054) за Ричардом Фиц-Гилбертом (ум. 1090), основателем английского дворянского дома де Клеров;
- Рауль Жиффар, покровитель аббатства Монтивилье в Верхней Нормандии;
- Осберн Жиффар.